# Ink
"Ink" é uma canção gravada banda britânica de rock alternativo Coldplay para seu sexto álbum de estúdio Ghost Stories (2014). Foi lançado como o quinto single do álbum em 13 de outubro de 2014. Antes do lançamento do single, "Ink" estreou no número 156 no UK Singles Chart.

## Lista de faixas
| CD single      |                      |         |  |
| N.º            | Título               | Duração |  |
| 1.             | "Ink"                | 3:48    |  |
| 2.             | "Ink" (Instrumental) | 3:48    |  |
| Duração total: | Duração total:       | 7:36    |  |

| Download digital |                                              |         |  |
| N.º              | Título                                       | Duração |  |
| 1.               | "Ink"                                        | 3:48    |  |
| 2.               | "Ink" (Ao vivo no Le Casino de Paris, Paris) | 4:09    |  |

## Paradas
| Parada (2014)                                 | Melhor posição |
| --------------------------------------------- | -------------- |
| Bélgica (Ultratip Bubbling Under de Flandres) | 16             |
| Bélgica (Ultratip Bubbling Under da Valônia)  | 28             |
| Países Baixos (Dutch Top 40)                  | 31             |
| Reino Unido (Official Charts Company)         | 156            |

## Histórico de lançamento
| Região         | Data                   | Formato                       | Gravadora           |
| -------------- | ---------------------- | ----------------------------- | ------------------- |
| Itália         | 13 de outubro de 2014  | Contemporary hit radio        | Parlophone          |
| Reino Unido    | 21 de outubro de 2014  | Download digital              | Parlophone          |
| Estados Unidos | 17 de novembro 2014    | Rádio Adult album alternative | Parlophone Atlantic |
| Estados Unidos | 18 de novembro de 2014 | Rádio Modern Rock             | Parlophone Atlantic |